# Onchidium pallidipes
Onchidium pallidipes is een slakkensoort uit de familie van de Onchidiidae. De wetenschappelijke naam van de soort is voor het eerst geldig gepubliceerd in 1889 door Tapparone-Canefri.